# Carea leucozona
Carea leucozona är en fjärilsart som beskrevs av Louis Beethoven Prout 1921. Carea leucozona ingår i släktet Carea och familjen trågspinnare. Inga underarter finns listade i Catalogue of Life.